# Francesco De Angelis
Francesco De Angelis (ur. 4 października 1959 w Ripi) – włoski polityk i samorządowiec, poseł do Parlamentu Europejskiego VII kadencji.

## Życiorys
Działalność polityczną rozpoczął w czasach studenckich pod koniec lat 70. W 1982 wstąpił do Włoskiej Partii Komunistycznej. Był sekretarzem młodzieżówki komunistycznej w prowincji Frosinone. Po rozwiązaniu PCI działał w Demokratycznej Partii Lewicy i Demokratach Lewicy. W 2007 wszedł w skład władz krajowych Partii Demokratycznej.
W latach 1985–1990 był radnym gminy Ripi. Przez kilka lat pracował jako doradca ds. transportu. W 1995, 2000 i 2005 wybierano go w skład rady regionu Lacjum.
W wyborach w 2009 z listy PD uzyskał mandat posła do Parlamentu Europejskiego VII kadencji. Przystąpił do grupy Postępowego Sojuszu Socjalistów i Demokratów oraz Komisji Rozwoju Regionalnego. W PE zasiadał do 2014, w 2015 został prezesem Consorzio ASI w prowincji Frosinone.